# Larak
Larak, auch Lark, ist eine Insel im Persischen Golf vor der Südküste des Iran.

## Geographie
Die Insel liegt an der mit 38,7 km engsten Stelle der Straße von Hormus, zwischen dem Iran im Norden und der zum Oman gehörenden Insel Great Quoin (Salāma) im Süden. Sie gehört zum Distrikt Larak Rural des Verwaltungsbezirks Qeschm in der Provinz Hormozgan.
Die Gewässer rund um Larak gehören zu den vielfältigsten Korallenriffgebieten im Persischen Golf: Es gibt 37 Arten von Steinkorallen im Bereich der Insel.

## Geschichte
Seit dem frühen 16. Jahrhundert bis ins 17. Jahrhundert war die Insel meist Teil des Portugiesischen Weltreichs. Die Portugiesen errichteten hier ein Fort.
Im Rahmen der Operation Praying Mantis versenkten Luft- und Seestreitkräfte der United States Navy nahe der Insel Larak am 19. April 1988 die iranische Fregatte IS Sahand, die zuvor einen Angriffsversuch gegen die amerikanischen Streitkräfte unternommen hatte, durch AGM-84 Harpoon und lasergelenkte Bomben. Beim Untergang starben 45 iranische Seeleute.
Nur vier Wochen später, am 14. Mai 1988, bombardierten irakische Kampfflugzeuge während des Ersten Golfkrieges den iranischen Ölverladehafen auf der Insel. Dabei versenken sie den britischen Supertanker Burmah Endeavour (231.629 BRT) und schossen den liberianischen Riesentanker Seawise Giant (260.941 BRT), zum damaligen Zeitpunkt der größte Tanker der Welt, in Brand. 16 Seeleute, 14 auf der Seawise Giant und zwei auf der Burmah Endeavour, fanden dabei den Tod. Die Seawise Giant wurde später wieder gehoben und unter dem Namen Happy Giant wieder in Dienst genommen.

## Sehenswürdigkeiten
An der Nordspitze () der Insel steht der 2008 errichtete, 40 Meter hohe Leuchtturm „Larak Nord“. Sein Leuchtfeuer mit der Kennung „Fl (2) W 10s“ leuchtet 18 Nautische Meilen (= 33 Kilometer) weit.